# Cantó de L'Isle-sur-le-Doubs
El cantó de L'Isle-sur-le-Doubs és un cantó francès del departament del Doubs, situat al districte de Montbéliard. Té 24 municipis i el cap és L'Isle-sur-le-Doubs.

## Municipis
- Accolans
- Appenans
- Arcey
- Blussangeaux
- Blussans
- Bournois
- Étrappe
- Faimbe
- Gémonval
- Geney
- Hyémondans
- L'Isle-sur-le-Doubs
- Lanthenans
- Longevelle-sur-Doubs
- Mancenans
- Marvelise
- Médière
- Montenois
- Onans
- La Prétière
- Rang
- Saint-Maurice-Colombier
- Sourans
- Soye

## Història
| Data d'elecció                           | Identitat            | Partit                     | Qualitat |
| ---------------------------------------- | -------------------- | -------------------------- | -------- |
| 1945-1949                                | Paul Gay             | RGR, després RI            |          |
| 1945-1970                                | M. Meloz             | RPR                        |          |
| 1970-1994                                | Pierre-Daniel Gérard | Divers droite, després RPR |          |
| 1994-2001                                | Jean-Paul Charrier   | RPR                        |          |
| 2001-                                    | Rémy Nappey          | PS                         |          |
| les dades anteriors no són pas conegudes |                      |                            |          |
|                                          |                      |                            |          |